# Gulhlgildjing
Gulhlgildjing /Galłgî′ldĳñ, možda mussel-chewing town,/ 'grad' Haida Indijanaca s Alliford Baya na otoku Moresby u Otočju Kraljice Šarlote (Queen Charlotte Islands), Britanska Kolumbija, Kanada. Naseljavali su ga Djahui-skwahladagai, ogranak klana Raven. Prema Frederick Webb Hodgeu drugi naziv za njega je možda bio Skama.